# Traceroute
Traceroute és una consola de diagnòstic que permet seguir la pista dels paquets que venen des d'un host (punt de xarxa). S'obté a més una estadística del RTT o latència de xarxa d'un paquet, el que ve a ser una estimació de la distància a la qual estan els extrems de la comunicació.
Aquesta eina es diu traceroute en UNIX, Mac i linux/GNU, mentre que en Windows es diu tracert.

## Funcionament
El número de la primera columna és el nombre de salt, posteriorment ve el nom i l'adreça IP del node pel qual passa, els tres temps següents són el temps
de resposta per als paquets enviats (un asterisc indica que no es va obtenir resposta).
Aquestes eines (traceroute i tracert) són ordres executables en una consola en mode text.
Tracert utilitza el camp Time To Live (TTL) de la capçalera  IP. Aquest camp serveix perquè un paquet no romangui en la xarxa de forma indefinida (per exemple, a causa de l'existència en la xarxa d'un bucle tancat en la ruta). El camp TTL és un nombre enter que és decrementa per cada node pel qual passa el paquet. D'aquesta manera, quan el camp TTL arriba al valor 0 ja no s'enviarà més, sinó que el node que ho estigui manejant en aquest moment ho descartarà. El que fa tracert és manar paquets a la xarxa de manera que el primer paquet porti un valor TTL = 1, el segon un TTL = 2, etc. D'aquesta manera, el primer paquet serà eliminat pel primer node al que arribi (ja que aquest node decrementarà el valor TTL, arribant a zero). Quan un node elimina un paquet, envia a l'emissor un missatge de control especial indicant una incidència. Tracert utilitza aquesta resposta per esbrinar l'adreça IP del node que va rebutjar el paquet, que serà el primer node de la xarxa. La segona vegada que s'envia un paquet, el TTL val 2, per la qual cosa passarà el primer node i arribarà al segon, on serà descartat, retornant de nou un missatge de control. Això es fa de manera successiva fins que el paquet arriba al seu destí.

## Altres aplicacions
Hi ha un programa anomenat Visual Route (multiplataforma, en  Java) que s'utilitza per obtenir una informació gràfica de la ruta que segueixen els paquets des de l'origen fins al seu destí. S'usa la informació generada per l'ordre tracert juntament amb la informació obtinguda de la base de dades RIPE per a cada un d'aquests nodes.
Existeixen en Internet una sèrie de llocs que proporcionen servidors de traceroute, ens informen dels resultats de l'execució d'una ordre traceroute des d'aquest host fins al nostre. A aquests servidors se'ls solen anomenar Looking Glass. La majoria dels  ISP amb xarxes permeten la realització d'aquestes operacions.
També hi ha servidors (moltes vegades els mateixos Looking Glass) que proporcionen la possibilitat de veure el resultat d'un traceroute des del seu host cap a qualsevol altre punt. Això és de gran ajuda a l'hora de realitzar mapes de camins per als paquets. Al lloc web de traceroute es troben recollits alguns dels llocs web que ofereixen la possibilitat de realitzar traces al lloc que se'ls indiqui.

## Exemples d'ús
exemple complet

### En Windows
```
C:\> tracert www.google.com
 12.138 ms 131 ms 143 ms 216.239.59.148

```

### En GNU / Linux
```
user @ localhost :/ # traceroute www.google.com

 traceroute to www.l.google.com (64.233.169.99), 64 hops max, 40 byte packets
 1 ***
 2 172.16.183.1 (172.16.183.1) 23 ms 23 ms 22 ms
 3 10.127.66.229 (10.127.66.229) [MPLS: Label 1479 Exp 0] 38 ms 51 ms 38 ms
 4 cnt-00-tge1-0-0.gw.cantv.net (200.44.43.85) 38 ms 38 ms 37 ms
 5 criteris-00-pos1-0-0.border.cantv.net (200.44.43.50) 51 ms 43 ms 43 ms
 6 sl-st21-mia-14-1-0.sprintlink.net (144.223.245.233) 94 ms 93 ms 93 ms
 7 sl-bb20-mia-5-0-0.sprintlink.net (144.232.9.198) 95 ms 93 ms 93 ms
 8 sl-crs1-mia-0-4-0-0.sprintlink.net (144.232.2.248) 94 ms 95 ms 95 ms
 9 sl-crs1-atl-0-0-0-1.sprintlink.net (144.232.20.48) 104 ms 104 ms 103 ms
 10 sl-st20-atl-1-0-0.sprintlink.net (144.232.18.133) 104 ms 103 ms *
 11 144.223.47.234 (144.223.47.234) 103 ms 103 ms 103 ms
 12 64.233.174.86 (64.233.174.86) 98 ms 97 ms 64.233.174.84 (64.233.174.84) 103 ms
 13 216.239.48.68 (216.239.48.68) 105 ms 104 ms 106 ms
 14 72.14.236.200 (72.14.236.200) 106 ms * 105 ms
 15 72.14.232.21 (72.14.232.21) 110 ms 109 ms 107 ms
 16 * jo-in-f99.google.com (64.233.169.99) 100 ms 99 ms

```

### En Mac
Aneu a "Aplicacions", després a "Utilitats" i obriu l'aplicació "Utilitat de Xarxa". Dirigiu-vos a la pestanya "Traceroute", escriviu el domini o IP i es començarà a traçar la ruta.
```
traceroute: Warning: www.google.com has multiple addresses; using 173.194.34.241
traceroute to www.l.google.com (173.194.34.241), 64 hops max, 52 byte packets
 1 livebox (192.168.1.1) 6.443 ms 3.020 ms 3.682 ms
 2 172.31.255.254 (172.31.255.254) 36.757 ms 33.193 ms 28.403 ms
 3 ** 62.36.218.201 (62.36.218.201) 28.510 ms
 4 85.63.217.73 (85.63.217.73) 29.722 ms 26.758 ms 31.308 ms
 5 62.36.204.185 (62.36.204.185) 30.782 ms 263.705 ms 2691.420 ms
 6 tengige0-7-0-5.madtr1.madrid.opentransit.net (193.251.255.209) 49.426 ms 32.855 ms 37.527 ms
 7 ***
 8 81.52.179.98 (81.52.179.98) 28.724 ms 38.731 ms 27.124 ms
 9 216.239.49.230 (216.239.49.230) 30.814 ms 28.500 ms 27.119 ms
10 72.14.237.126 (72.14.237.126) 28.481 ms 53.681 ms 31.937 ms
11 mad01s09-in-f17.1e100.net (173.194.34.241) 27.614 ms 32.469 ms 29.051 ms

```